# Marie-Louise Finck
Marie-Louise Finck, Ehename: Marie-Louise Michel (* 14. August 1989 in Saarbrücken), ist eine deutsche Quizspielerin, die durch regelmäßige Auftritte in Quizsendungen bundesweite Bekanntheit erlangte. Von Beruf ist sie Staatsanwältin.

## Leben
Finck wuchs, da ihr Vater Berufsoffizier bei der Bundeswehr war, abwechselnd in Hamburg, Koblenz, Brüssel, Harrisburg, Sulzbach-Hühnerfeld und Berlin auf, absolvierte ein Studium der Rechtswissenschaften an der Humboldt-Universität zu Berlin und am Dickinson College in Pennsylvania, das sie 2013 mit dem Ersten juristischen Staatsexamen abschloss. Von Januar 2019 bis März 2021 absolvierte sie ihr Rechtsreferendariat (u. a. am Schleswig-Holsteinischen Oberlandesgericht) und bestand anschließend auch das Zweite juristische Staatsexamen.

## Karriere
Nach dem Ersten juristischen Staatsexamen arbeitete Finck zunächst für knapp drei Jahre für ein Berliner Unternehmen als Consultant für Rechtsfragen. Seit dem Bestehen des Zweiten juristischen Staatsexamens 2021 ist sie als Staatsanwältin in Kiel tätig.
Bekannt wurde Finck durch zwei Fernsehauftritte in der ZDF-Quizsendung Der Quiz-Champion. Im Mai 2016 scheiterte sie in der fünften und letzten Runde am Sportkommentator Marcel Reif. Im September 2023 konnte sie ein Special gewinnen und 80.000 € für die Deutsche Krebshilfe erspielen.
Seit dem 23. Februar 2018 ist sie festes Mitglied des „Quiz-Olymps“ beim Quizduell im Ersten an der Seite von Thorsten Zirkel und Eckhard Freise.

## Privates
2016 gab Finck an, Judoka des 1. Kyū-Grades zu sein. Sie war Spielerin und Teamcaptain der Damenmannschaft Berlin Irish Rugby FC und ist Schiedsgerichtsvorsitzende des Deutschen Rugby-Verbandes.
Seit Juli 2020 ist sie mit einem Versicherungsfachmann aus Kiel verheiratet. Zuvor war sie mit dem Quizspieler Sebastian Klussmann liiert.
Sie ist mit einem Intelligenzquotienten (IQ) von 137 hochbegabt und Mitglied bei Mensa.
Finck lebt in Kiel.